# آوریل و جهان شگفت‌انگیز
آوریل و جهان شگفت‌انگیز (انگلیسی: April and the Extraordinary World) با نام واقعی آوریل و دنیای فریبنده (فرانسوی: Avril et le Monde Truqué‎) فیلمی در ژانر ماجراجویی و کمدی است که در سال ۲۰۱۵ منتشر شد. از بازیگران آن می‌توان به ماریون کوتیار اشاره کرد.

## خلاصه داستان
فرانسه، سال ۱۹۴۱. نوجوانی بنام آوریل به همراه گربهٔ سخن‌گویش مأموریتی را برای پیدا کردن پدر و مادر گمشده اش، آغاز می‌کند و…